# Ichneutes bicarinatus
Ichneutes bicarinatus är en stekelart som först beskrevs av William Harris Ashmead 1891.  Ichneutes bicarinatus ingår i släktet Ichneutes och familjen bracksteklar. Inga underarter finns listade i Catalogue of Life.